# Liste des espèces d'amphibiens inscrites à l'Annexe III de la CITES
La liste suivante recense les espèces d'amphibiens inscrites à l'Annexe III de la CITES.
Sauf mention contraire, l'inscription à l'Annexe d'une espèce inclut l'ensemble de ses sous-espèces et de ses populations.

## Liste[1]
- Famille des Calyptocephalellidae :
  - Calyptocephalella gayi

- Famille des Cryptobranchidae :
  - Cryptobranchus alleganiensis

- Famille des Hynobiidae :
  - Hynobius amjiensis

- Famille des Salamandridae :
  - Echinotriton andersoni
  - Salamandra algira